# Rainer Orth
Rainer Orth ist ein Schweizer Historiker.

## Leben
Orth studierte Geschichtswissenschaften, Politologie und Literatur in Konstanz am Bodensee und Berlin.
2012 veröffentlichte er eine Monographie über die Ermordung von Kurt von Schleicher, dem letzten Reichskanzler der Weimarer Republik. Schleicher wurde zusammen mit seiner Frau am Mittag des 30. Juni 1934 während des sogenannten Röhm-Putsches in seiner Villa am Griebnitzsee bei Potsdam von mehreren unbekannt gebliebenen Männern aufgesucht und erschossen. Orth legte fast 80 Jahre nach der Tat erstmals eine umfassende Untersuchung dieses Doppelmordes vor, wobei er auf Grundlage von Archivmaterial und anderen öffentlich unzugänglichen Quellen den jungen Juristen Johannes Schmidt, der 1934 der Leiter der Informationsabteilung des für Berlin zuständigen Oberabschnitts Ost des Sicherheitsdienstes der SS war, als den wahrscheinlichen Todesschützen bei der Tötung des früheren Reichskanzlers und seiner Frau identifizierte.
Er wurde 2016 am Historischen Seminar der Humboldt-Universität zu Berlin mit einer Studie über die Geschichte des Vizekanzleramtes unter Franz von Papen und eines von dieser Dienststelle aus agierenden Widerstandsnetzwerkes gegen die NS-Diktatur zwischen dem 30. Januar 1933 und dem 30. Juni 1934 unter dem Titel „Der Amtssitz der Opposition“? Politik und Staatsumbaupläne im Büro des Stellvertreters des Reichskanzlers in den Jahren 1933–1934 promoviert.
Das Werk fand in der Fachwelt eine positive Aufnahme als eine wichtige neue Grundlagenstudie über die Phase der Errichtung der NS-Diktatur: So kennzeichnete der Historiker Daniel Koerfer das mehr als 1000 Seiten starke Buch in seiner Besprechung in der Frankfurter Allgemeinen Zeitung als „monumental“ und befand, dass das „ebenso dramatische wie spannende Geschehen“, das es zum Inhalt habe, an einen Kriminalroman erinnere, nur mit dem bedeutenden Unterschied, dass die „Brutalität, der wir [hier] begegnen, und das Blut, das hier fließt“, echt seien. Ein Punkt, für dessen Nicht-Erörterung in seiner Untersuchung der Putsch-Pläne Koerfer Orth kritisierte, war hingegen die „Popularität Hitlers“, die dieser laut Koerfer „gänzlich außen vor“ lasse.
Auch weitere Rezensenten wie Benjamin Hett (The Death of Democracy), Björn Hofmeister (Neue Politische Literatur), Larry Eugene Jones (Central European History), Peter Steinbach (Historische Zeitschrift) oder Hans-Christof Kraus (Das Historisch-Politische Buch) äußerten sich ähnlich anerkennend-positiv zu Orths Studie:
So lobte Hett das Werk als „brillant recherchiert“ (brilliantly researched) und als eine den Kenntnisstand der Forschung über die Machtkämpfe während der frühen NS-Diktatur in „transformativer“ Weise umkrempelnde Publikation, während Hofmeister in ihm „eine wichtige Studie über die Anfangsjahre des NS-Regimes“ erblickte, die „einen weiten Bogen der Analyse von 1934 bis zu den Plänen des 20. Juli 1944“ ermögliche und die Perspektive der Widerstandsforschung erheblich erweitere.
Jones würdigte die Studie als eine „außergewöhnliche Arbeit“, die nicht nur „eine gewichtige Lücke in der vorliegenden historischen Literatur über den Widerstand gegen das NS-Regime“ schließe, sondern die „durch die Tiefe ihrer empirischen Forschung, ihrer sorgfältigen Art zu argumentieren und ihrem historischen Scharfsinn“, in einem Ausmaß als „maßstäbesetzend“ für historische Forschung angesehen werden darf, von dem „unwahrscheinlich ist, dass er leicht übertroffen werden wird“ (‘It is an extraordinary work that does not merely fill a major gap in the existing body of historical literature on the German resitance, but also sets a standard for empirical research, careful argumentation, and historical acumen that is not likely to be easily surpassed.’).
Steinbach befand, dass die Arbeit „durch die Breite der Erörterungen“ und „die Dichte der erschlossenen Quellen“ überzeuge, jedoch ihren Blick zu sehr verenge. Und Kraus resümierte in seiner Besprechung abschließend, dass das Werk „eine herausragende wissenschaftliche Leistung“ darstelle.

## Gutachten zum Lastenausgleich im Fall der Familie Hohenzollern
In dem 2019 medial öffentlich gewordenen Streit um die von Nachfahren des letzten deutschen Kaisers geforderten Ansprüche auf Lastenausgleich für nach 1945 im Gebiet der DDR enteigneten Familienbesitz und die Rückgabe von Kunstgegenständen durch den deutschen Staat an die Familie Hohenzollern erstellte Orth als Ko-Gutachter von Wolfram Pyta eines von vier Historiker-Gutachten (neben Christopher Clark, Stephan Malinowski und Peter Brandt), mit denen die Frage beantwortet werden soll, ob der ehemalige Kronprinz Wilhelm durch sein Handeln dem Nationalsozialismus „erheblichen Vorschub“ geleistet hat. Sein Gutachten kommt zu dem Ergebnis, Kronprinz Wilhelm habe dem NS-System keinen Vorschub geleistet, sondern Hitlers Kanzlerschaft überaus aktiv zu verhindern gesucht und von Anfang an Widerstandsnetzwerken nahegestanden. Im November 2016 wurde das bis dahin geheim gehaltene Gutachten von Pyta und Orth zusammen mit den anderen drei Gutachten von Jan Böhmermann für seine Show Neo Magazin Royale im Internet veröffentlicht. Im Rahmen der nachfolgenden wissenschaftlichen Diskussion der Gutachten äußerten mehrere Experten sich in verschiedenen Medien kritisch zu den im Gutachten formulierten Thesen. Die sich aus den unterschiedlichen Ergebnissen, zu denen Pyta/Orth sowie die übrigen Gutachter (Christopher Clark, Stephan Malinowski und Peter Brandt) in ihren Gutachten über die Frage der Verwicklung der Hohenzollern in die Etablierung der NS-Diktatur kamen, ergebende Forschungskontroverse und die öffentliche Auseinandersetzung um „das Erbe der Hohenzollern“, die diese Kontroverse auslöste, galten Ende 2019 als „der bedeutendste geschichtspolitische Konflikt des Landes“ in der Gegenwart (Der Spiegel).

## Eidesstattliche Erklärung Martin Lennings
Nachdem die Bundestagsfraktion der Der Linken 2019 geglaubt hatte, einen Beweis für die Haupttäterschaft der Nazis am Reichstagsbrand zu haben, und eine formelle Kleine Anfrage in dieser Sache an die Bundesregierung gestellt hatte, recherchierte Orth über die dieser Mutmaßung zu Grunde liegende eidesstattliche Erklärung des SA-Mannes Martin Lennings aus dem Jahr 1955, über deren Auffinden und Inhalt die Hannoversche Allgemeine Zeitung im Frühjahr 2019 berichtet hatte. Lennings behauptete darin Dinge, die das Anzünden des Reichstags durch die Nazis zu belegen schienen. Orth legte eine Reihe von Dokumenten vor, die er bei Archiv-Recherchen zu Lennings aufgefunden hatte (so Akten über Psychiatrie-Gutachten über Lennings aus den 1930er Jahren, die ihm attestierten, ein Psychopath zu sein), die ihn zu dem Befund veranlassten, dass die Glaubwürdigkeit von Lennings „nicht als sehr hoch“ zu beurteilen sei und dass es daher sehr unwahrscheinlich sei, dass die von Lennings in seiner Eidesstattlichen Erklärung aufgestellten Behauptungen zum Reichstagsbrand eine authentische Wiedergabe der Tatsachen zu dem Vorgang darstellen würden. Eine erste Zusammenfassung seiner Forschungsergebnisse wurde im November 2019 im Nachrichtenmagazin Der Spiegel veröffentlicht.

## Publikationen
Als Autor:
- Werner von Rheinbaben und die deutsche Außenpolitik zwischen 1925/1926 und 1933. E-Book. Bedey Media, 2009[18]
- Der SD-Mann Johannes Schmidt. Der Mörder des Reichskanzlers Kurt von Schleicher? Tectum, Marburg 2012.
- „Von einem verantwortungslosen Kameraden zum geistigen Krüppel geschlagen.“ Der Fall des Hitler-Putschisten Heinrich Trambauer, in: Historische Mitteilungen der Ranke-Gesellschaft 25 (2012), S. 208–236[19]
- „Der Amtssitz der Opposition“? Politik und Staatsumbaupläne im Büro des Stellvertreters des Reichskanzlers in den Jahren 1933–1934,. Böhlau, Köln/Weimar/Wien 2016. ISBN 978-3-412-50555-4.
- zusammen mit Wolfram Pyta: Gutachten über die politische Haltung und das politische Verhalten von Wilhelm Prinz von Preußen (1882–1951), letzter Kronprinz des Deutschen Reiches und von Preußen, in den Jahren 1923 bis 1945, 2019 öffentlich geworden; hohenzollern.lol (PDF; 2,0 MB).
- Martin Lennings und das Rätsel des Reichstagsbrandes. Kohlhammer, Stuttgart 2021, ISBN 978-3-17-040941-5.
- zusammen mit Wolfram Pyta: Nicht alternativlos. Wie ein Reichskanzler Hitler hätte verhindert werden können, in: Historische Zeitschrift 312 (2021), S. 400–444.

Als Herausgeber:
- zusammen mit André Postert: Franz von Papen an Adolf Hitler. Briefe im Sommer 1934. In: Vierteljahrshefte für Zeitgeschichte, 2015, Jg. 63, Heft 2, S. 259–288.